# Bulbophyllum gravidum
Bulbophyllum gravidum är en orkidéart som beskrevs av John Lindley. Bulbophyllum gravidum ingår i släktet Bulbophyllum och familjen orkidéer. IUCN kategoriserar arten globalt som sårbar. Inga underarter finns listade i Catalogue of Life.